# Larissa Litvinova
Pour les articles homonymes, voir Litvinov.
Larisa Nikolaevna Litvinova, née le 6 décembre 1918 à Kiev (Ukraine) et morte le 5 octobre 1997 à Moscou (Russie), est une aviatrice de guerre,  capitaine de la garde et pilote des Forces aériennes soviétiques, décorée du titre d'Héroïne de l'Union soviétique.

## Biographie

### Enfance et études
Le père de Larisa Litvinonva, née Rozanova, travaillait dans une usine d'aviation, ce qui lui fit très tôt côtoyer le monde de l'aviation. Après l'obtention de son diplôme en 1938, elle entre dans une usine de chaussures en parallèle de ses études à l'aéro-club de Kiev, le Kherson Flight School. Elle a ensuite été instructrice à l'aéro-club de Théodosie entre 1940 et 1941 avant de rejoindre le club Kirov à Moscou en 1941.

### Carrière militaire
Elle rejoint l'Armée rouge en 1942 et est envoyée à l'école d'aviation militaire de Engels d'où elle sort diplômée. Cette même année, elle rejoint le régiment féminin d'aviation pour le bombardement de nuit qui se forme dans la ville. Dans cette unité, elle participe aux bombardements sur le front Sud, en Crimée et dans le Sud Caucase puis dans le Sud Caucase  en 1942-1943 puis elle suit l'avancée de l'Armée rouge jusqu'au front biélorusse entre juin 1944 et mai 1945. En tout, elle a accompli 816 sorties avec son avion, un PO-2 frappant la main-d’œuvre et les équipements allemands.
Pour ses faits d'armes pendant la Seconde Guerre mondiale, elle est décorée du titre d'Héroïne de l'Union soviétique — la plus grande distinction militaire de l'Union soviétique — le 23 février 1948, de deux Ordre de Lénine, de deux Ordre du Drapeau rouge, de l'Ordre de la Guerre patriotique 1re Classe et de l'Ordre de l'Étoile rouge, ainsi que de plusieurs médailles : celle pour la « Défense du Caucase » et celle de la « Victoire sur l'Allemagne ».

### Après l'armée
Elle quitte l'armée en 1945 et retourne à la vie civile. Elle épouse le capitaine Ilya Litvinov, rencontré durant la guerre. Jusqu’en 1979, elle travaille comme ingénieure principale à l'Institut scientifique de Moscou. Elle est morte le 5 octobre 1997 et enterrée au cimetière Nikolo-Arkhangelsk de Moscou.